# Brottning vid olympiska sommarspelen 1920
Brottningen vid olympiska sommarspelen 1920 hölls i Antwerpen och var uppdelat i två discipliner; grekisk-romersk stil och fristil. Fristilen hölls mellan 25 och 27 februari, och grekisk-romersk stil mellan 16 och 20 februari. Tävlingarna var endast öppna för män. 

## Medaljer

### Medaljsummering
| Plac. | Land           | Guld | Silver | Brons | Totalt antal medaljer |
| ----- | -------------- | ---- | ------ | ----- | --------------------- |
| 1     | Finland        | 5    | 5      | 2     | 12                    |
| 2     | Sverige        | 3    | 1      | 2     | 6                     |
| 3     | USA            | 1    | 2      | 3     | 6                     |
| 4     | Schweiz        | 1    | 1      | 0     | 2                     |
| 5     | Danmark        | 0    | 1      | 1     | 2                     |
| 6     | Storbritannien | 0    | 0      | 2     | 2                     |
| 7     | Norge          | 0    | 0      | 1     | 1                     |

## Medaljtabell

### Fristil, herrar
| Klass                     | Guld                     | Silver                      | Brons                           |
| Fjädervikt Detaljer...    | Charles Ackerly · USA    | Sam Gerson · USA            | Philip Bernard · Storbritannien |
| Lättvikt Detaljer...      | Kalle Anttila · Finland  | Gottfrid Svensson · Sverige | Peter Wright · Storbritannien   |
| Mellanvikt Detaljer...    | Eino Leino · Finland     | Väinö Penttala · Finland    | Charley Johnson · USA           |
| Lätt tungvikt Detaljer... | Anders Larsson · Sverige | Charles Courant · Schweiz   | Walter Maurer · USA             |
| Tungvikt Detaljer...      | Robert Roth · Schweiz    | Nat Pendleton · USA         | Fred Meyer · USA                |
| Tungvikt Detaljer...      | Robert Roth · Schweiz    | Nat Pendleton · USA         | Ernst Nilsson · Sverige         |

### Grekisk-romersk stil, herrar
| Klass                     | Guld                      | Silver                    | Brons                       |
| Fjädervikt Detaljer...    | Oskari Friman · Finland   | Heikki Kähkönen · Finland | Frithjof Svensson · Sverige |
| Lättvikt Detaljer...      | Emil Väre · Finland       | Taavi Tamminen · Finland  | Frithjof Andersen · Norge   |
| Mellanvikt Detaljer...    | Carl Westergren · Sverige | Arthur Lindfors · Finland | Masa Perttilä · Finland     |
| Lätt tungvikt Detaljer... | Claes Johansson · Sverige | Edil Rosenqvist · Finland | Johannes Eriksen · Danmark  |
| Tungvikt Detaljer...      | Adolf Lindfors · Finland  | Poul Hansen · Danmark     | Martti Nieminen · Finland   |